# I Want to Spend My Lifetime Loving You
I Want to Spend My Lifetime Loving You (рус. Я хочу провести всю мою жизнь, любя тебя) - песня, созданная Джеймсом Хорнером (музыка) и Уиллом Дженнингсом (текст) для фильма 1998 года "Маска Зорро" и ставшая его главной темой.
Композицию исполнили Марк Энтони и Тина Арена.
Сингл был выпущен в Европе, достиг 3 места во Франции, 4 - в Нидерландах, 9 - в Бельгии, 34 - в Швейцарии

## Трек-листинг

### Европейский сингл
1. "I Want to Spend My Lifetime Loving You" – 4:41
2. "Zorro's Theme" (The London Symphony Orchestra) – 3:01
3. "Not for Sale" – 3:55
4. "Any Other Love" – 4:39

## Позиции в чартах
| Чарт (1998/99)                   | Наивысшая позиция |
| -------------------------------- | ----------------- |
| Austrian Singles Chart           | 38                |
| Belgian (Flanders) Singles Chart | 34                |
| Belgian (Wallonia) Singles Chart | 9                 |
| Canadian Adult Contemporary      | 53                |
| Dutch Top 40                     | 4                 |
| European Hot 100 Singles         | 17                |
| French Singles Chart             | 3                 |
| Swiss Singles Chart              | 34                |

| Чарт (1998)                      | Позиция |
| -------------------------------- | ------- |
| Belgian (Wallonia) Singles Chart | 92      |
| French Singles Chart             | 39      |
| Чарт (1999)                      | Позиция |
| Dutch Top 40                     | 18      |

| Регион | Сертификация | Продажи |
| --- | ------------ | ------- |
| Франция (SNEP) | Золотой      | 259,000 |
| * Данные о продажах приведены только на основе сертификации. ^ Данные о тиражах приведены только на основе сертификации. |              |         |